# سامسونگ اس‌سی‌اچ-یو۷۴۰
سامسونگ اس‌سی‌اچ-یو۷۴۰ یک‌نمونه از گوشی‌های تلفن همراه سری U شرکت سامسونگ می‌باشد  که توسط همین شرکت به بازار عرضه شده‌است.